# Renealmia stenostachys
Renealmia stenostachys är en enhjärtbladig växtart som beskrevs av Karl Moritz Schumann. Renealmia stenostachys ingår i släktet Renealmia och familjen Zingiberaceae.
Artens utbredningsområde är Kamerun. Inga underarter finns listade i Catalogue of Life.